# Edwin Herbert Hall
Pour les articles homonymes, voir Hall.
Edwin Herbert Hall, né le 7 novembre 1855 à Gorham et mort le 20 novembre 1938 à Cambridge, est un physicien américain qui a découvert l'effet qui porte son nom en 1879.
Il a mené des recherches en électromagnétisme et en thermoélectricité et écrit de nombreux ouvrages de physique.

## Biographie
Edwin Hall est né le 7 novembre 1855 à Gorham, dans le Maine, aux États-Unis. Il fait ses études de premier cycle au Bowdoin College, à Brunswick, où il obtient son diplôme en 1875. Il est directeur de la Gould Academy en 1875-1876 et directeur de la Brunswick High School en 1876-1877. Il continue ses études supérieures et commence ses recherches à l'université Johns-Hopkins de Baltimore, où les expériences qui le rendront célèbre sont réalisées. Il obtient son doctorat, sous la direction de Henry Rowland, en 1880.
Il épouse Caroline Eliza Bottum (1852-1921) le 31 août 1882. Ils auront deux enfants.
En 1895, Hall est nommé professeur de physique à l'université Harvard à Cambridge, dans le Massachusetts. Il prend la succession de John Trowbridge à la chaire Rumford en 1914.
Hall prend sa retraite en 1921 et meurt à Cambridge, en 1938. Il est enterré au cimetière de Mount Auburn.

## Effet Hall
L'effet Hall est découvert par Hall en 1879, alors qu'il travaille sur sa thèse de doctorat en physique,. L'expérience de Hall consiste placer une fine feuille d'or sur une plaque de verre et la baigner dans un champ magnétique dont les lignes de champ sont normales à la surface de la feuille. Quand un courant traverse la feuille dans le sens de la longueur (par exemple), une différence de potentiel (tension Hall) apparaît dans le sens de la largeur. Le rapport de la tension créée à la quantité de courant est connu sous le nom de « résistance Hall » et est une caractéristique du matériau employé. En 1880, les résultats de Hall sont publiés sous forme de thèse de doctorat dans l'American Journal of Science et dans le Philosophical Magazine.
L'effet Hall est utilisé dans les capteurs de champ magnétique, présents dans un grand nombre d'appareils, ainsi que dans les systèmes de propulsion électrique à haut rendement des engins spatiaux.
En présence d'une grande intensité de champ magnétique et à basse température, on peut observer l'effet Hall quantique, qui est la quantification de la résistance Hall.

## Publications
Hall a fait diverses contributions à des revues scientifiques sur la conductivité thermique du fer et du nickel, la théorie de l'action thermoélectrique et sur l'hétérogénéité thermoélectrique des métaux. Ses publications comprennent :
- A Text-Book of Physics (1891; troisième édition, 1903), avec JY Bergen
- Elementary Lessons in Physics (1894; 1900)
- The Teaching of Chemistry and Physics (1902), avec Alexander Smith
- College Laboratory Manual of Physics (1904; édition révisée, 1913)
- Elements of Physics (1912)